# Milionia polytropa
Milionia polytropa là một loài bướm đêm trong họ Geometridae.